# Gare centrale de Lörrach
La gare centrale de Lörrach (en allemand : Lörrach Hauptbahnhof) est une gare ferroviaire allemande, située au centre de la ville de Lörrach, dans le Land du Bade-Wurtemberg.

## Situation ferroviaire
La gare est située au point kilométrique (PK) 6,51 de la Wiesentalbahn (ligne entre Bâle et Zell im Wiesenthal).